# يو بي إن
شبكة باراماونت المتحدة ([United Paramount Network] خطأ: {{اللغة}}: وسم لغة غير متعرف عليه: إنجليزية (مساعدة)) (UPN) هي شبكة تلفزيونية إذاعية أمريكية تم إطلاقها في 16 يناير 1995. كانت الشبكة مملوكة في الأصل من قبل تلفزيون يونايتد التابعة لشركة كريس كرافت للصناعات؛ قامت شركة فياكوم (من خلال وحدة تلفزيون باراماونت التابعة لها، والتي أنتجت معظم مسلسلات الشبكة) بتحويل الشبكة إلى مشروع مشترك في عام 1996 بعد الاستحواذ على حصة تبلغ 50% في الشبكة، ثم قامت بشراء حصة كريس كرافت المتبقية في عام 2000. في ديسمبر 2005، تم تحويل يو بي إن إلى شركة سي بي إس عندما انقسمت فياكوم إلى شركتين منفصلتين. أعلنت شركة سي بي إس وشركة تايم وارنر بشكل مشترك في 24 يناير 2006 أن الشركتين ستغلقان يو بي إن ومنافستها ذا دبليو بي لإطلاق شبكة مشاريع مشتركة جديدة في وقت لاحق من ذلك العام. توقف بث يو بي إن في 15 سبتمبر 2006، مع إيقاف منافستها دبليو بي بعد ذلك بيومين. انتقلت برامج مختارة من كلتا الشبكتين إلى الشبكة الجديدة، ذا سي دبليو، عندما تم إطلاقها في 18 سبتمبر 2006.